# Hippasos z Metapontu
Hippasos z Metapontu, řecky Ἵππασος byl starořecký předsókratovský filozof a matematik žijící v 5. století př. n. l. Aristoteles a Diogenes Laertios jako místo jeho narození uvedli Metapont na území dnešní Itálie, existují ovšem i jiné odhady. Byl představitel pythagorejství. O jeho životě neexistuje mnoho hodnověrných zpráv. Tradičně bývá považován za objevitele iracionálních čísel (konkrétně √2), jejichž definování prý vzbudilo v pythagorejském bratrstvu paniku. Byl snad z bratrstva i vyloučen, nejspíše za vyzrazení některých mystérií. Za základní látku světa považoval oheň, rozličné jevy dle něj vznikají různým jeho zhušťováním (dle Aristotela). Byl též zastáncem učení o ohraničenosti vesmíru a neustálém pohybu (dle Diogena Laertia). Dle Platóna objevil základní pravidla hudební teorie. Podle Sexta Empirika byl jedním z prvních materialistů, neboť prapočátek světa (arché) považoval za hmotný a spočitatelný.